# Capitaine de Frégate Leverger
Le Capitaine de Frégate Leverger est un ancien bateau de la Société nationale de sauvetage en mer (SNSM) en France. Ce canot tous temps en bois, insubmersible et auto-redressable était affecté à la station SNSM de Cap Ferret. Il peut sortir dans n'importe condition de vent et de mer. (Les canots tous temps sont reconnaissables à leur coque de couleur verte et à leur numéro commençant par un 0).
Il a le label BIP (Bateau d'intérêt patrimonial) de la Fondation du patrimoine maritime et fluvial depuis 2007.

## Service
Il a été en service pour la station SNSM de Cap Ferret de 1955 à 1991.
Offert au Musée maritime de La Rochelle en 1992, il a été entièrement révisé et repeint. Il participe à la sécurité des régates locales et aux diverses manifestations locales : fêtes maritimes et rassemblements de vieux gréements.